# Rovagnate
Rovagnate est une commune de la province de Lecco dans la région Lombardie en Italie.
Dom Giorgio De Capitani a exercé les fonctions pastorales à la paroisse du hameau de Sant'Ambrogio in Monte de 1996 à 2013. 

## Administration
| Période                                  | Période  | Identité      | Étiquette | Qualité |
| ---------------------------------------- | -------- | ------------- | --------- | ------- |
| 28 mai 2002                              | En cours | Marco Panzeri |           |         |
| Les données manquantes sont à compléter. |          |               |           |         |

### Hameaux
Albareda, Bagaggera, Barbatella, Brugolone, Casternago, Cere, Crescenzaga, Filatoio, Fornace bassa, Fornace alta, Francolino, Galbusera Bianca, Monte, Molino, Sara, Spiazzo, Zerbine

### Communes limitrophes
Castello di Brianza, Montevecchia, Olgiate Molgora, Perego, Santa Maria Hoè, Sirtori